# Timur Chabibulin
Timur Albiertowicz Chabibulin (ur. 2 sierpnia 1995 w Taszkencie) – kazachski tenisista uzbeckiego pochodzenia, reprezentant Kazachstanu w rozgrywkach Pucharu Davisa.

## Kariera tenisowa
W karierze zwyciężył w trzech deblowych turniejach cyklu ATP Challenger Tour. Ponadto wygrał osiem deblowych turniejów rangi ITF.
W rankingu gry pojedynczej najwyżej był na 753. miejscu (9 maja 2016), a w klasyfikacji gry podwójnej na 154. pozycji (1 października 2018).

### Zwycięstwa w turniejach ATP Challenger Tour

#### Gra podwójna
| Końcowy wynik | Nr | Data                | Turniej | Nawierzchnia  | Partner              | Przeciwnicy                    | Wynik finału   |
| ------------- | -- | ------------------- | ------- | ------------- | -------------------- | ------------------------------ | -------------- |
| Zwycięzca     | 1. | 27 listopada 2016   | Astana  | Twarda (hala) | Ołeksandr Nedowiesow | Michaił Jełgin Denis Istomin   | 7:6(7), 6:2    |
| Zwycięzca     | 2. | 8 października 2017 | Ałmaty  | Ceglana       | Ołeksandr Nedowiesow | Iwan Gachow Nino Serdarušić    | 1:6, 6:3, 10–3 |
| Zwycięzca     | 3. | 13 maja 2018        | Karszy  | Twarda        | Władysław Manafow    | Sanjar Fayziev Jurabek Karimov | 6:2, 6:1       |